# Сант'Антонио Албареда (Сондрио)
Сант'Антонио Албареда је насеље у Италији у округу Сондрио, региону Ломбардија.
Према процени из 2011. у насељу је живело 2 становника. Насеље се налази на надморској висини од 834 м.